# Oleksandr Usik
Oleksandr Oleksandrovič Usik (ukrajinski: Олександр Олександрович Усик; Simferopol, 17. siječnja 1987.) ukrajinski je profesionalni boksač. 
Ima više svjetskih naslova u dvije težinske kategorije, uključujući ujedinjene naslove u teškoj kategoriji od 2021. i naslov časopisa „Ring” od 2022. Nosilac je i naslova Međunarodne boksačke organizacije (IBO) od 2021.
Usik se smatra jednim od najvećih ukrajinskih boksača svih vremena i jednim od najvećih boksača u cruiserweight kategoriji svih vremena, uz Evandera Holyfielda. Pobjedom nad Anthonyjem Joshuom 2021. Usik je postao jedan od samo tri boksača koji su ujedinili naslove svjetskog prvaka u cruiserweight kategoriji i postali svjetski prvak u teškoj kategoriji, pridruživši se Evanderu Holyfieldu i Davidu Hayeu.
Kao amater, Usyk je osvojio zlatne medalje u teškoj kategoriji na Svjetskom prvenstvu 2011. i Olimpijskim igrama 2012. Postao je profesionalac 2013. i osvojio neosporni naslov prvaka u cruiserweight kategoriji u svojoj 15. profesionalnoj borbi 2018. Tri naslova osvojio je tijekom inauguralne Svjetske boksačke super serije, u kojoj je osvojio Muhammad Ali trofej, kao i Ring. Zbog svojih postignuća Usik je proglašen borcem godine 2018. od strane Sports Illustrateda, ESPN-a, The Ringa i Udruge boksačkih novinara Amerike (BWAA).
Godine 2018. Usik je postao četvrti boksač u povijesti koji je istovremeno držao naslove WBA, WBC, IBF i WBO, nakon Jermaina Taylora, Bernarda Hopkinsa i Terencea Crawforda. Osobito je poznat po brzini svojih postignuća, osvojivši svoj prvi naslov svjetskog prvaka u svojoj desetoj borbi, te postavši neprikosnoveni prvak u svojoj težinskoj kategoriji do svoje petnaeste borbe. Usik je napustio svoje naslove u cruiserweight kategoriji 2019. kako bi prešao u tešku kategoriju. Do tada je u šesnaest borbi pobijedio pet sadašnjih ili bivših svjetskih prvaka. U rujnu 2021. Usyk je pobijedio ujedinjenog prvaka u teškoj kategoriji Anthonyja Joshuu i osvojio WBA, IBF, WBO i IBO naslove. Obranio je naslove u revanšu protiv Joshue u kolovozu 2022., dok je osvojio upražnjeni naslov u Ringu.
Od kolovoza 2022. Usyk je rangiran kao najbolji svjetski aktivni boksač, prema The Ringu, drugi prema TBRB-u, treći prema BWAA-u, peti prema BoxRecu i šesti od ESPN-a. Također je rangiran kao najbolji teškaš prema TBRB-u, BoxRec-u i ESPN-u.